# Kanton Lagnieu
Der Kanton Lagnieu ist ein französischer Wahlkreis im Département Ain in der Region Auvergne-Rhône-Alpes. Er umfasst 25 Gemeinden im Arrondissement Belley, sein Bureau centralisateur ist in Lagnieu. Im Rahmen der landesweiten Neuordnung der französischen Kantone wurde er im Frühjahr 2015 auf die doppelte Größe erweitert.

## Gemeinden
Der Kanton besteht aus 25 Gemeinden mit insgesamt 35.533 Einwohnern (Stand: 1. Januar 2022) auf einer Gesamtfläche von 361,02 km²:
| Gemeinde                  | Einwohner 1. Januar 2022 | Fläche km² | Dichte Einw./km² | Code INSEE | Postleitzahl |
| ------------------------- | ------------------------ | ---------- | ---------------- | ---------- | ------------ |
| Bénonces                  | 311                      | 15,33      | 20               | 01037      | 01470        |
| Blyes                     | 1.351                    | 9,32       | 145              | 01047      | 01150        |
| Briord                    | 1.102                    | 12,29      | 90               | 01064      | 01470        |
| Charnoz-sur-Ain           | 925                      | 6,62       | 140              | 01088      | 01800        |
| Chazey-sur-Ain            | 1.613                    | 21,95      | 73               | 01099      | 01150        |
| Innimond                  | 92                       | 13,44      | 7                | 01190      | 01680        |
| Lagnieu                   | 7.321                    | 27,25      | 269              | 01202      | 01150        |
| Leyment                   | 1.417                    | 14,18      | 100              | 01213      | 01150        |
| Lhuis                     | 891                      | 24,43      | 36               | 01216      | 01680        |
| Lompnas                   | 162                      | 12,69      | 13               | 01219      | 01680        |
| Loyettes                  | 3.468                    | 21,28      | 163              | 01224      | 01360        |
| Marchamp                  | 135                      | 13,11      | 10               | 01233      | 01680        |
| Montagnieu                | 684                      | 6,22       | 110              | 01255      | 01470        |
| Ordonnaz                  | 146                      | 14,88      | 10               | 01280      | 01510        |
| Saint-Jean-de-Niost       | 1.862                    | 14,19      | 131              | 01361      | 01800        |
| Saint-Maurice-de-Gourdans | 2.826                    | 25,39      | 111              | 01378      | 01800        |
| Saint-Sorlin-en-Bugey     | 1.140                    | 9,07       | 126              | 01386      | 01150        |
| Saint-Vulbas              | 1.229                    | 21,44      | 57               | 01390      | 01150        |
| Sainte-Julie              | 1.092                    | 11,15      | 98               | 01366      | 01150        |
| Sault-Brénaz              | 1.007                    | 5,61       | 180              | 01396      | 01150        |
| Seillonnaz                | 136                      | 9,59       | 14               | 01400      | 01470        |
| Serrières-de-Briord       | 1.329                    | 8,03       | 166              | 01403      | 01470        |
| Souclin                   | 263                      | 13,19      | 20               | 01411      | 01150        |
| Villebois                 | 1.200                    | 14,46      | 83               | 01444      | 01150        |
| Villieu-Loyes-Mollon      | 3.831                    | 15,91      | 241              | 01450      | 01800        |
| Kanton Lagnieu            | 35.533                   | 361,02     | 98               | 0111       | –            |

Bis zur Neuordnung bestand der Kanton Lagnieu aus den 13 Gemeinden Ambutrix, Blyes, Chazey-sur-Ain, Lagnieu, Leyment, Loyettes, Sainte-Julie, Saint-Sorlin-en-Bugey, Saint-Vulbas, Sault-Brénaz, Souclin, Vaux-en-Bugey und Villebois. Sein Zuschnitt entsprach einer Fläche von 182,34 km2. Er besaß vor 2015 einen anderen INSEE-Code als heute, nämlich 0117.

## Veränderungen im Gemeindebestand seit 2016
2016: Fusion Groslée und Saint-Benoît (Kanton Belley) → Groslée-Saint-Benoit

## Einwohnerzahlen
| Bevölkerungsentwicklung | Bevölkerungsentwicklung |
| Jahr                    | Einwohner               |
| ----------------------- | ----------------------- |
| 1962                    | 8922                    |
| 1968                    | 10.569                  |
| 1975                    | 13.145                  |
| 1982                    | 13.710                  |
| 1990                    | 15.876                  |
| 1999                    | 17.033                  |
| 2006                    | 19.333                  |
| 2011                    | 20.604                  |
| 2016                    | 32.494                  |

## Politik
| Vertreter im Departementrat | Vertreter im Departementrat | Vertreter im Departementrat |
| Amtszeit                    | Namen                       | Partei                      |
| --------------------------- | --------------------------- | --------------------------- |
| 2015–2021                   | Charles de La Verpillière   | LR                          |
| 2015–2021                   | Viviane Vaudray             | DVD                         |
| 2021-                       | Charles de La Verpillière   | LR                          |
| 2021-                       | Viviane Vaudray             | DVD                         |